# Avenue de Paris (Reims)
Pour les articles homonymes, voir Avenue de Paris.
L'avenue de Paris est une voie de la commune de Reims, située au sein du département de la Marne, en région Grand Est.

## Situation et accès
L'avenue de Paris appartient administrativement au quartier Bois-d'Amour, elle constituait l'entrée de Reims par la route de Paris.
La voie est à double sens vers l'ouest sur toute sa longueur.

## Origine du nom
Elle porte le nom de Paris, capitale de la France.

## Historique
C'est l'une des anciennes voies de Reims qui franchissait la barrière d'octroi, elle porte ce nom depuis 1887.

## Bâtiments remarquables et lieux de mémoire
- La clinique des Bleuets,
- La voie de chemin de fer vers Épernay,
- Le piliers de l'ancienne porte de paris qui fait objet d’une inscription au titre des monuments historiques [1].